# Buzuq
O buzuq (em árabe: بزق; também transliterado bozuq, bouzouk, buzuk etc.) é um alaúde de pescoço longo com trastes relacionado ao bouzouki grego e ao saz turco. É um instrumento essencial no repertório Rahbani, mas não está classificado entre os instrumentos clássicos da música árabe ou turca. Entretanto, este instrumento pode ser considerado como um parente do saz, de timbre mais profundo e maior, com o que poderia ser comparado do mesmo modo que a viola ao violino na música ocidental. Antes que os Rahbanis popularizassem o uso deste instrumento, o buzuq tinha sido associado à música do Líbano e da Síria.
Diferentemente do oud de pescoço curto e sem trastes, o buzuq tem um pescoço maior, um corpo menor e trastes fixados ao pescoço, que podem se mover para produzir os intervalos microtonais, usados em muitos maqamat (modos musicais). Tipicamente, é fornecido com duas vias de cordas de metal que serão tocadas com um plectro, oferecendo uma ressonância lírica contudo metálica. Alguns instrumentos tem três vias e até um total de sete cordas.
O nome do instrumento pode vir do turco bozuk (quebrado ou desordenadamente), se refere a Bozuk düzen bağlama, um tipo de baglama turca. Uma outra teoria sobre a origem do nome é que ele vem da expressão persa tanbur e bozorg, que significa um alaúde de estilo de tanbur grande.